# Piragüismo en los Juegos Olímpicos de Londres 2012 – K-1 500 metros femenino
La prueba K-1 500 metros femenino de piragüismo en los Juegos Olímpicos de Londres 2012, se llevó a cabo entre el 7 al 9 de agosto, en Eton Dorney en Buckinghamshire.

## Horario
Todas las horas están en horario de verano (UTC+1)
| Fecha                       | Tiempo      | Ronda              |
| --------------------------- | ----------- | ------------------ |
| Martes, 7 de agosto de 2012 | 10:07 11:16 | Series Semifinales |
| Jueves, 9 de agosto de 2012 | 10:08       | Finales            |

## Resultados

### Series
Los primeros seis botes de cada serie califican para la semifinal (Q).

#### Serie 1
| Rank | Kayakista              | País                 | Tiempo   | Notas |
| ---- | ---------------------- | -------------------- | -------- | ----- |
| 1    | Anne Rikala            | Finlandia (FIN)      | 1:52.641 | Q     |
| 2    | Henriette Hansen       | Dinamarca (DEN)      | 1:52.650 | Q     |
| 3    | Katrin Wagner-Augustin | Alemania (GER)       | 1:53.438 | Q     |
| 4    | Carrie Johnson         | Estados Unidos (USA) | 1:53.983 | Q     |
| 5    | Darisleydis Amador     | Cuba (CUB)           | 1:56.038 | Q     |
| 6    | Teneale Hatton         | Nueva Zelanda (NZL)  | 1:56.741 | Q     |
| 7    | Arezoo Hakimi          | Irán (IRI)           | 1:58.598 |       |

#### Serie 2
| Rank | Kayakista             | País              | Tiempo   | Notas |
| ---- | --------------------- | ----------------- | -------- | ----- |
| 1    | Danuta Kozák          | Hungría (HUN)     | 1:52.828 | Q     |
| 2    | Bridgette Hartley     | Sudáfrica (RSA)   | 1:53.051 | Q     |
| 3    | Josefa Idem           | Italia (ITA)      | 1:55.619 | Q     |
| 4    | Yuliana Salakhova     | Rusia (RUS)       | 1:56.621 | Q     |
| 5    | Émilie Fournel        | Canadá (CAN)      | 1:58.740 | Q     |
| 6    | Marharyta Tsishkevich | Bielorrusia (BLR) | 2:01.216 | Q     |

#### Serie 3
| Rank | Kayakista         | País             | Tiempo   | Notas |
| ---- | ----------------- | ---------------- | -------- | ----- |
| 1    | Sofia Paldanius   | Suecia (SWE)     | 1:51.212 | Q     |
| 2    | Teresa Portela    | Portugal (POR)   | 1:51.887 | Q     |
| 3    | Aneta Konieczna   | Polonia (POL)    | 1:52.069 | Q     |
| 4    | Inna Osypenko     | Ucrania (UKR)    | 1:52.268 | Q     |
| 5    | Mira Verås Larsen | Noruega (NOR)    | 1:55.923 | Q     |
| 6    | Yulia Borzova     | Uzbekistán (UZB) | 2:03.893 | Q     |

#### Serie 4
| Rank | Kayakista              | País              | Tiempo   | Notas |
| ---- | ---------------------- | ----------------- | -------- | ----- |
| 1    | Rachel Cawthorn        | Reino Unido (GBR) | 1:53.491 | Q     |
| 2    | Alana Nicholls         | Australia (AUS)   | 1:53.823 | Q     |
| 3    | Natalya Sergeyeva      | Kazajistán (KAZ)  | 1:54.445 | Q     |
| 4    | Geraldine Lee Wei Ling | Singapur (SIN)    | 2:01.037 | Q     |
| 5    | Špela Ponomarenko      | Eslovenia (SLO)   | 2:01.520 | Q     |
| 6    | Afef Ben Ismail        | Túnez (TUN)       | 2:07.705 | Q     |

### Semifinales
Las dos primeras canoístas en cada semifinal y los dos botes más rápidos en el tercer lugar califican para la final A. Las canoístas en cuarto, quinto lugar y las dos canoístas más rápidas en sexto lugar califican para la final B. 

#### Semifinal 1
| Rank | Kayakista          | País            | Tiempo   | Notas |
| ---- | ------------------ | --------------- | -------- | ----- |
| 1    | Bridgette Hartley  | Sudáfrica (RSA) | 1:51.286 | Q     |
| 2    | Inna Osypenko      | Ucrania (UKR)   | 1:51.515 | Q     |
| 3    | Anne Rikala        | Finlandia (FIN) | 1:51.852 | q     |
| 4    | Aneta Konieczna    | Polonia (POL)   | 1:52.193 |       |
| 5    | Alana Nicholls     | Australia (AUS) | 1:52.224 |       |
| 6    | Émilie Fournel     | Canadá (CAN)    | 1:54.120 |       |
| 7    | Darisleydis Amador | Cuba (CUB)      | 1:58.762 |       |
| 8    | Afef Ben Ismail    | Túnez (TUN)     | 2:15.362 |       |

#### Semifinal 2
| Rank | Kayakista              | País                | Tiempo   | Notas |
| ---- | ---------------------- | ------------------- | -------- | ----- |
| 1    | Danuta Kozák           | Hungría (HUN)       | 1:50.469 | Q     |
| 2    | Henriette Hansen       | Dinamarca (DEN)     | 1:51.929 | Q     |
| 3    | Sofia Paldanius        | Suecia (SWE)        | 1:51.945 | q     |
| 4    | Natalya Sergeyeva      | Kazajistán (KAZ)    | 1:53.888 |       |
| 5    | Teneale Hatton         | Nueva Zelanda (NZL) | 1:54.504 |       |
| 6    | Mira Verås Larsen      | Noruega (NOR)       | 1:57.354 |       |
| 7    | Geraldine Lee Wei Ling | Singapur (SIN)      | 2:01.516 |       |
| –    | Marharyta Tsishkevich  | Bielorrusia (BLR)   |          | DSQ   |

#### Semifinal 3
| Rank | Kayakista              | País                 | Tiempo   | Notas |
| ---- | ---------------------- | -------------------- | -------- | ----- |
| 1    | Josefa Idem            | Italia (ITA)         | 1:52.232 | Q     |
| 2    | Rachel Cawthorn        | Reino Unido (GBR)    | 1:52.542 | Q     |
| 3    | Teresa Portela         | Portugal (POR)       | 1:53.064 |       |
| 4    | Katrin Wagner-Augustin | Alemania (GER)       | 1:53.241 |       |
| 5    | Špela Ponomarenko      | Eslovenia (SLO)      | 1:53.341 |       |
| 6    | Carrie Johnson         | Estados Unidos (USA) | 1:54.628 |       |
| 7    | Yuliana Salakhova      | Rusia (RUS)          | 1:57.761 |       |
| 8    | Yulia Borzova          | Uzbekistán (UZB)     | 2:00.584 |       |

### Finals

#### Final B
| Rank | Kayakista              | País                | Tiempo   | Notas |
| ---- | ---------------------- | ------------------- | -------- | ----- |
| 1    | Katrin Wagner-Augustin | Alemania (GER)      | 1:52.402 |       |
| 2    | Aneta Konieczna        | Polonia (POL)       | 1:53.356 |       |
| 3    | Teresa Portela         | Portugal (POR)      | 1:53.597 |       |
| 4    | Špela Ponomarenko      | Eslovenia (SLO)     | 1:53.718 |       |
| 5    | Natalya Sergeyeva      | Kazajistán (KAZ)    | 1:54.707 |       |
| 6    | Émilie Fournel         | Canadá (CAN)        | 1:56.058 |       |
| 7    | Teneale Hatton         | Nueva Zelanda (NZL) | 1:56.103 |       |
| 8    | Alana Nicholls         | Australia (AUS)     | 1:59.033 |       |

#### Final A
| Rank              | Kayakista         | País              | Tiempo   | Notas |
| ----------------- | ----------------- | ----------------- | -------- | ----- |
| Medalla de oro    | Danuta Kozák      | Hungría (HUN)     | 1:51.456 |       |
| Medalla de plata  | Inna Osypenko     | Ucrania (UKR)     | 1:52.685 |       |
| Medalla de bronce | Bridgette Hartley | Sudáfrica (RSA)   | 1:52.923 |       |
| 4                 | Sofia Paldanius   | Suecia (SWE)      | 1:53.197 |       |
| 5                 | Josefa Idem       | Italia (ITA)      | 1:53.223 |       |
| 6                 | Rachel Cawthorn   | Reino Unido (GBR) | 1:53.345 |       |
| 7                 | Henriette Hansen  | Dinamarca (DEN)   | 1:54.110 |       |
| 8                 | Anne Rikala       | Finlandia (FIN)   | 1:54.333 |       |